# Dipoena
Dipoena is een geslacht van spinnen uit de familie kogelspinnen (Theridiidae)
De meeste soorten worden galgspinnen genoemd, door de bijzondere manier van het doden van de prooi, deze wordt aan een stengel gehangen en de spin wacht tot de prooi sterft.

## Soorten
- Dipoena abdita Gertsch & Mulaik, 1936
- Dipoena aculeata (Hickman, 1951)
- Dipoena adunca Tso, Zhu & Zhang, 2005
- Dipoena ahenea (Dyal, 1935)
- Dipoena anahuas Levi, 1963
- Dipoena anas Levi, 1963
- Dipoena appalachia Levi, 1953
- Dipoena atlantica Chickering, 1943
- Dipoena augara Levi, 1963
- Dipoena austera Simon, 1908
- Dipoena banksi Chickering, 1943
- Dipoena bellingeri Levi, 1963
- Dipoena beni Levi, 1963
- Dipoena bernardino Levi, 1963
- Dipoena bimini Levi, 1963
- Dipoena bodjensis (Simon, 1885)
- Dipoena boquete Levi, 1963
- Dipoena braccata (C. L. Koch, 1841)
- Dipoena bristowei Caporiacco, 1949
- Dipoena bryantae Chickering, 1943
- Dipoena buccalis Keyserling, 1886
- Dipoena cartagena Sedgwick, 1973
- Dipoena cathedralis Levi, 1953
- Dipoena chathami Levi, 1953
- Dipoena chickeringi Levi, 1953
- Dipoena chillana Levi, 1963
- Dipoena convexa (Blackwall, 1870)
- Dipoena coracina (C. L. Koch, 1837) – witvoetgalgspin
- Dipoena cordiformis Keyserling, 1886
- Dipoena cornuta Chickering, 1943
- Dipoena croatica (Chyzer, 1894)
- Dipoena crocea (O. P.-Cambridge, 1896)
- Dipoena destricta Simon, 1903
- Dipoena dominicana Wunderlich, 1986
- Dipoena dorsata Muma, 1944
- Dipoena duodecimpunctata Chickering, 1943
- Dipoena eatoni Chickering, 1943
- Dipoena erythropus (Simon, 1881) – roodpootgalgspin
- Dipoena esra Levi, 1963
- Dipoena flavomaculata (Keyserling, 1891)
- Dipoena foliata Keyserling, 1886
- Dipoena fornicata Thorell, 1895
- Dipoena fortunata Levi, 1953
- Dipoena galilaea Levy & Amitai, 1981
- Dipoena glomerabilis Simon, 1909
- Dipoena grammata Simon, 1903
- Dipoena grancanariensis Wunderlich, 1987
- Dipoena granulata (Keyserling, 1886)
- Dipoena gui Zhu, 1998
- Dipoena hasra Roberts, 1983
- Dipoena hortoni Chickering, 1943
- Dipoena hui Zhu, 1998
- Dipoena insulana Chickering, 1943
- Dipoena ira Levi, 1963
- Dipoena isthmia Chickering, 1943
- Dipoena josephus Levi, 1953
- Dipoena keumunensis Paik, 1996
- Dipoena keyserlingi Levi, 1963
- Dipoena kuyuwini Levi, 1963
- Dipoena lana Levi, 1953
- Dipoena latifrons Denis, 1950
- Dipoena lesnei Simon, 1899
- Dipoena leveillei (Simon, 1885)
- Dipoena liguanea Levi, 1963
- Dipoena lindholmi (Strand, 1910)
- Dipoena linzhiensis Hu, 2001
- Dipoena longiventris (Simon, 1905)
- Dipoena lugens (O. P.-Cambridge, 1909)
- Dipoena luisi Levi, 1953
- Dipoena malkini Levi, 1953
- Dipoena meckeli Simon, 1897
- Dipoena melanogaster (C. L. Koch, 1837) – gemarmerde galgspin
- Dipoena mendoza Levi, 1967
- Dipoena mertoni Levi, 1963
- Dipoena militaris Chickering, 1943
- Dipoena mitifica Simon, 1899
- Dipoena mollis (Simon, 1903)
- Dipoena mustelina Yoshida & Ono, 2000
- Dipoena neotoma Levi, 1953
- Dipoena nigra (Emerton, 1882)
- Dipoena nigroreticulata (Simon, 1879)
- Dipoena nipponica Yoshida, 2002
- Dipoena niteroi Levi, 1963
- Dipoena notata Dyal, 1935
- Dipoena obscura Keyserling, 1891
- Dipoena ocosingo Levi, 1953
- Dipoena ohigginsi Levi, 1963
- Dipoena olivenca Levi, 1963
- Dipoena opana Levi, 1963
- Dipoena origanata Levi, 1953
- Dipoena orvillei Chickering, 1943
- Dipoena pacifica Chickering, 1943
- Dipoena pacificana Berland, 1938
- Dipoena pallisteri Levi, 1963
- Dipoena parki Chickering, 1943
- Dipoena pelorosa Zhu, 1998
- Dipoena peregregia Simon, 1909
- Dipoena perimenta Levi, 1963
- Dipoena peruensis Levi, 1963
- Dipoena petrunkevitchi Roewer, 1942
- Dipoena picta (Thorell, 1890)
- Dipoena plaumanni Levi, 1963
- Dipoena polita (Mello-Leitão, 1947)
- Dipoena praecelsa Simon, 1914
- Dipoena pristea Roberts, 1983
- Dipoena prona (Menge, 1868) – neusgalgspin
- Dipoena proterva Chickering, 1943
- Dipoena provalis Levi, 1953
- Dipoena puertoricensis Levi, 1963
- Dipoena pulicaria (Thorell, 1890)
- Dipoena pumicata (Keyserling, 1886)
- Dipoena punctisparsa Yaginuma, 1967
- Dipoena pusilla (Keyserling, 1886)
- Dipoena quadricuspis Caporiacco, 1949
- Dipoena redunca Zhu, 1998
- Dipoena ripa Zhu, 1998
- Dipoena rita Levi, 1953
- Dipoena rubella (Keyserling, 1884)
- Dipoena santacatarinae Levi, 1963
- Dipoena scabella Simon, 1903
- Dipoena seclusa Chickering, 1948
- Dipoena sedilloti (Simon, 1885)
- Dipoena semicana Simon, 1909
- Dipoena seminigra Simon, 1909
- Dipoena sericata (Simon, 1879)
- Dipoena sertata (Simon, 1895)
- Dipoena setosa (Hickman, 1951)
- Dipoena signifera Simon, 1909
- Dipoena silvicola Miller, 1970
- Dipoena standleyi Levi, 1963
- Dipoena striata Wunderlich, 1987
- Dipoena subflavida Thorell, 1895
- Dipoena submustelina Zhu, 1998
- Dipoena sulfurica Levi, 1953
- Dipoena taeniatipes Keyserling, 1891
- Dipoena tecoja Levi, 1953
- Dipoena tingo Levi, 1963
- Dipoena tiro Levi, 1963
- Dipoena torva (Thorell, 1875)
- Dipoena transversisulcata Strand, 1908
- Dipoena trinidensis Levi, 1963
- Dipoena tropica Chickering, 1943
- Dipoena tuldokguhitanea Barrion & Litsinger, 1995
- Dipoena turriceps (Schenkel, 1936)
- Dipoena umbratilis (Simon, 1873)
- Dipoena variabilis (Keyserling, 1886)
- Dipoena venusta Chickering, 1948
- Dipoena wangi Zhu, 1998
- Dipoena washougalia Levi, 1953
- Dipoena waspucensis Levi, 1963
- Dipoena woytkowskii Levi, 1963
- Dipoena xanthopus Simon, 1914
- Dipoena yutian Hu & Wu, 1989
- Dipoena zeteki Chickering, 1943